# Hopea modesta
Hopea modesta är en tvåhjärtbladig växtart som beskrevs av Thw. och A. Dc.. Hopea modesta ingår i släktet Hopea och familjen Dipterocarpaceae. Inga underarter finns listade i Catalogue of Life.